# Jacek Zieliński
Jacek Marek Zieliński (Wierzbica, Polonia, 10 de octubre de 1967) es un exfutbolista y entrenador de fútbol polaco.
Comenzando en un equipo modesto, desempeñó la mayor parte de su carrera deportiva en el Legia Varsovia, donde jugó 12 años entre 1992 y 2004. Con la selección de fútbol de Polonia fue convocado en 60 ocasiones y disputó el Mundial 2002.

## Trayectoria

### Jugador
| Club            | País    | Año         | Partidos | Goles |
| Igloopol Dębica | Polonia | 1985 - 1991 | 34       | 1     |
| Legia Varsovia  | Polonia | 1992 - 2004 | 329      | 7     |

### Entrenador
| Club          | País    | Año         |
| ------------- | ------- | ----------- |
| Korona Kielce | Polonia | 2007 - 2008 |
| Lechia Gdańsk | Polonia | 2008 - 2009 |